# Den som tror på Herren
Den som tror på Herren är en psalm med text och musik av Lelia Morris. Texten översattes till svenska 1913.

## Publikation
- Psalmer och Sånger 1987 som nr 670 under rubriken "Att leva av tro - Efterföljd - helgelse".[2]
- Segertoner 1988 som nr 579 under rubriken "Att leva av tro - Prövning - kamp - seger".[1]

### Fotnoter
1. 1 2  Heinerborg, Karl-Erik; Lennart Jernestrand (1988). Segertoner melodisångbok. Stockholm: Förlaget Filadelfia. Libris 911558
2. ↑   Psalmer och sånger. Örebro: Libris. 1987. Libris 7623713. ISBN 91-7214-134-4